# Televisa Ciudad Juárez
Televisa Juárez o Canal 8 (con el indicativo XHJCI-TV) es una estación de televisión localizada en Ciudad Juárez, Chihuahua, sirviendo al área de Ciudad Juárez, Chihuahua y las ciudades vecinas  (El Paso, Texas y Las Cruces, Nuevo México). Fue fundada por Don Pedro Meneses Hoyos, en sus comienzos inició con programación local durante la mañana y en la tarde se enlazaba a Tele-sistema Mexicano. "Canal de las Estrellas".
En la actualidad, el canal aún conserva las siglas XHJCI-TDT, (XH Juárez Chihuahua Televisión), y transmite repeticiones de programas generados en la Ciudad de México.
Como una estación de Televisa Regional, transmite a 100 kW en el a 200 kW en el canal digital 8.2

## Historia

### La década de los 60: Su programación local y el primer afiliado al Canal de las Estrellas
XEPM-TV empezó a transmitir el Canal de las Estrellas y como XHJUB-TV el 18 de noviembre de 1991 desde que la empresa ostentaba el nombre de Tele-sistema Mexicano, siendo la segunda estación de televisión en el área de Ciudad Juárez.
Fue fundada por el iniciador de la televisión en el norte del país: Don Pedro Meneses Hoyos. Inicialmente transmitían por las mañanas, programas locales, y por las tardes y noches, se enlazaba a Tele-sistema Mexicano (Subsidiaria y antecesora del Grupo Televisa) siendo afiliada al Canal de las Estrellas.

### 1972-2005: Nuevo dueño, el nuevo O&O del Canal de las Estrellas a tiempo completo
El Grupo Televisa obtuvo la emisora XEPM-TV, en 1972 después de varias negociaciones entre Don Pedro Meneses Hoyos y Emilio Azcárraga Milmo.
Desde ese mismo momento, la programación local de Don Pedro Meneses, se trasladó a XEJ-TV, y XEPM-TV se convirtió en estación de televisión Owned & Operated (Perteneciente-Operada) tanto del Grupo Televisa como de su cadena televisiva, El Canal de las Estrellas con programación completamente elaborada en la Ciudad de México.

### 1991-2007: como XHJUB-TV
Esta estación (XHJUB-TV) comenzó sus transmisiones el día 18 de noviembre de 1991 mientras XEJ-TV (canal 5) cayó Televisa local, después de seis años y cambiar la afiliación al programa matutina XEQ-TV Canal 9 afiliación como parte de un acuerdo con los padres del grupo XEJ-TV, Televisión de La Frontera. Inicialmente, la estación surgió como emisora local; después de que XEPM-TV (Cuando retransmitía la señal de Canal De Las Estrellas hasta 2005) trasladara su noticiero local a ésta emisora; además de que XHJUB-TV ha enfocado también en sus programas locales, y competir contra su medio-hermano: XEJ-TV, y su rival XHIJ-TV.
Desde 1991 hasta 1994, transmitía Canal 5* como canal secundario. En 1994 se ha transmitido completamente programación local cuando Canal 5* se ha movido a la recién fundada XHJCI-TV.
Emitía varios noticieros locales con el noticiero local de Televisa Juárez primeramente llamado: Notivisa, con algunos espectadores de noticias que los puedes encontrar en la sección Noticiero 56.

### 2005-2007: Cambio de afiliaciones/El nuevo hogar del Canal 5
Desde 2005, Televisa anunció que la programación del Canal de las Estrellas se trasladaría a su emisora hermana XHJCI-TV, en el Canal 32 y la programación de Canal 5 a esta estación.

#### Afiliación alternativa al Canal de las Estrellas
Debido a varias dificultades técnicas con XHJCI-TV, volvió a afiliarse al Canal de las Estrellas de 2:00 p. m. hasta las 7:00 p. m. Desde ese horario, no estaba presente la versión original/nacional de Canal 5 en Ciudad Juárez hasta las 7:00 p. m. que se solucionaron los problemas técnicos de XHJCI-TV.

### 2007-2016: Como de XEPM-TV Televisa Regional
En mayo de 2007, Televisa Juárez, anunció que XEPM-TV y XHJUB-TV cambiarían sus afiliaciones. La afiliación de Televisa Regional terminó en XEPM-TV, y la afiliación de Canal 5 terminó en XHJUB-TV.
Desde el 30 de junio, vuelve a ser emisora local. Pero esta vez, por completo y de Televisa. Algunos programas del Canal 56, se trasladaron al canal 2, y algunos fueron renombrados, y desde 2007 hasta hoy, se crearon nuevos programas de XEPM-TV.
Transmitía varios noticieros locales con el noticiero local de Televisa Juárez primeramente llamado: Las Noticias.
También transmitía varios programas locales. Entre ellos: Arriba Juárez, Lore Lore, Kaboom!, CreaTV, A Toda Máquina!, El Cazo, y Televisa Deportes Juárez.
También transmitía varias repeticiones de telenovelas de Televisa, series norteamericanas, dibujos animados y programas de FOROtv, entre otros.

### 2016-hoy: Como de XHJCI-TDT Televisa Regional
En 2016, Televisa Juárez, anunció que XEPM-TDT y XHJCI-TDT cambiarían sus afiliaciones y las siglas de los canales. La afiliación de Televisa Regional terminó en XHJCI-TDT, y la afiliación de Las Estrellas terminó en XEPM-TDT.
Desde 25 de octubre del mismo año TuCanal se convierte Televisa Juárez en Canal 32.1 XHJCI-TDT.
Desde 18 de septiembre de 2016 XHJCI cambia canal 8.

## Logotipos de afiliaciones
A partir de 2007 se usa el actual logotipo de TuCanal, y a partir de su lanzamiento en TDT, se utilizará los logotipos de sus afiliaciones siguientes:

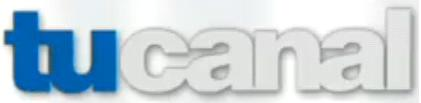
Logotipo de TuCanal

## Cambios en su Frecuencia
Esta estación ha albergado varias señales de televisión, su primera etapa fue como afiliada al Canal de las Estrellas de la Ciudad de México, después dicha señal fue intercambiada con el canal 32 XHJCI-TV y se convirtió en la afiliada al Canal 5 de la Ciudad de México y el 30 de julio de 2007 se hizo un nuevo intercambio de señales ahora con el Canal 56 XHJUB-TV con lo que el canal comenzó a transmitir la programación local de este último y su identificación cambió a XEPM Canal 2 TuCanal.
El 25 de octubre de 2016, deja de ser TuCanal y se convierte en Televisa Juárez como parte del reajuste de canales realizado en México por el IFT y se muda de frecuencia, del canal 2 al 32.1

## Televisión digital terrestre
La transmisión en TDT de XEPM-TV como XEPM TDT en el canal digital 41 se ha iniciado en la mañana del 13 de octubre de 2012.

### Canales operados

#### XEPM-TDT
| VC  | RF | Resolución | Relación de aspecto | Indicativo TDT | Cadena de televisión  | Programación                         |
| --- | -- | ---------- | ------------------- | -------------- | --------------------- | ------------------------------------ |
| 2.1 | 29 | 1080i      | 16:9                | XEPM           | Las Estrellas         | Programación de Las Estrellas en HD. |
| 2.2 | 29 | 480i       | 16:9                | XEPM           | Las Estrellas El Paso | Programación de Las Estrellas en SD. |

#### XHJCI-TDT
| TDT | Canal físico | Video | Aspecto | Indicativo PSIP | Canal digital             | Programación actual                      |
| 8.1 | 30           | 1080i | 16:9    | XHJCI-TDT       | Televisa Ciudad Juárez HD | Programación principal en HD de XHJCI-TV |
| 8.2 | 30           | 480i  | 16:9    | XHJCI-SD        | N+ Foro                   | Programación de Foro TV en SD.           |

#### XHJUB-TDT
| TDT  | Canal físico | Video | Aspecto | Indicativo PSIP | Canal digital | Programación actual                |
| 5.1  | 33           | 1080i | 16:9    | XHJUB-TDT       | 5*            | Programación principal de XHJUB-TV |
| 10.1 | 33           | 480i  | 16:9    | XHJUB-SD        | NU9VE         | Programación del NU9VE en SD.      |

### Conversión analógica a digital
Dado a la ley de la COFETEL, XEPM-TV debe apagar su señal analógica el 29 de mayo de 2014 para completar la conversión analógica a digital. De acuerdo con la ley hecha por la COFETEL, XEPM-TV junto con sus 2 estaciones hermanas: XHJCI-TV Y XHJUB-TV tienen desde 1 de enero de 2010 hasta 31 de diciembre de 2012 para estrenar sus canales: 29, 33 y 41. Lo cual, su inicio de transmisiones en TDT es en noviembre de 2012.
El canal apagó su señal analógica el 14 de julio de 2015 a las 12:00 P. m., para dar inicio a la señal digital.